# Aube (mécanique)
Pour les articles homonymes, voir Aube.

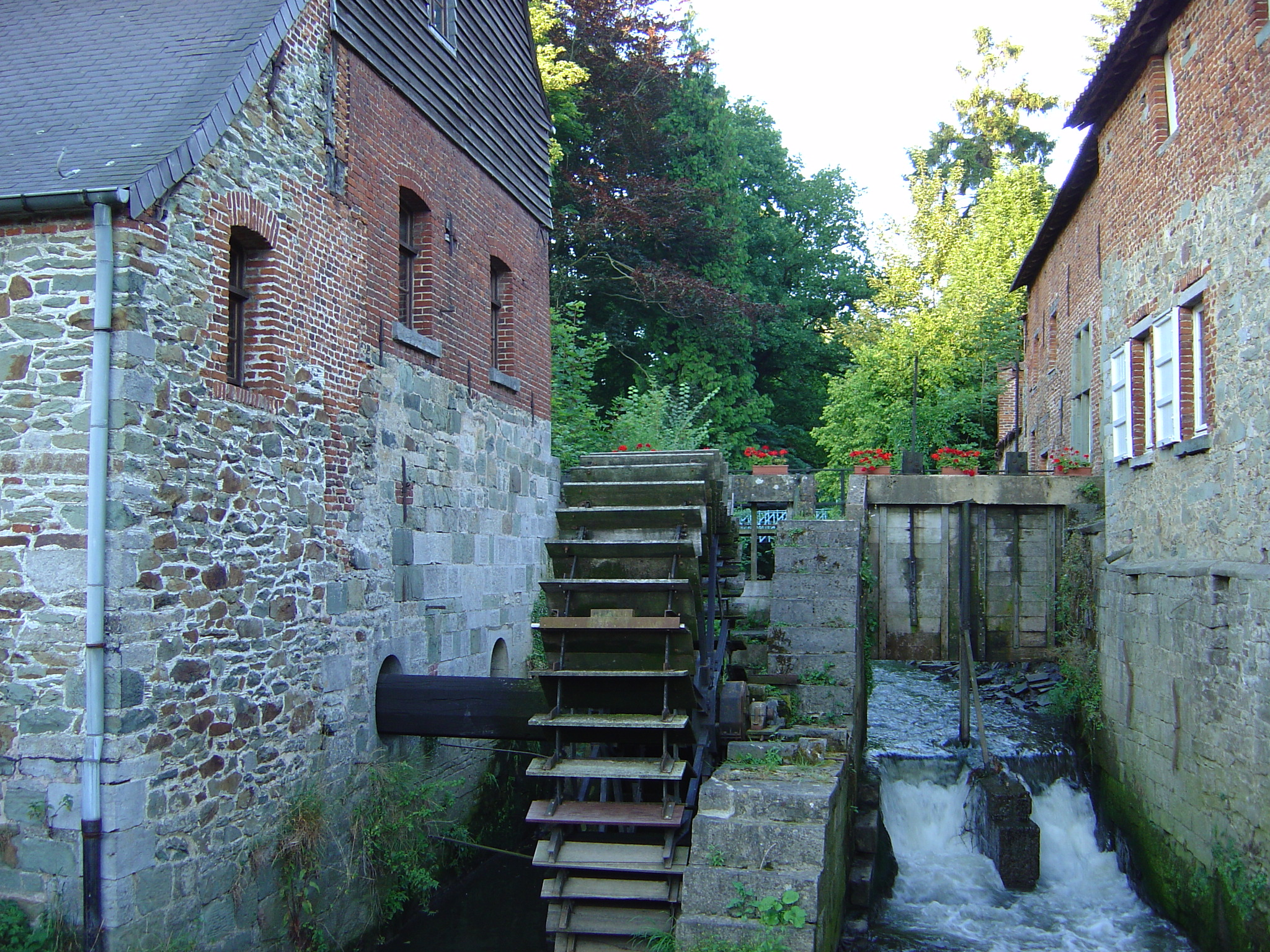
Moulin à eau possédant une roue à aubes.

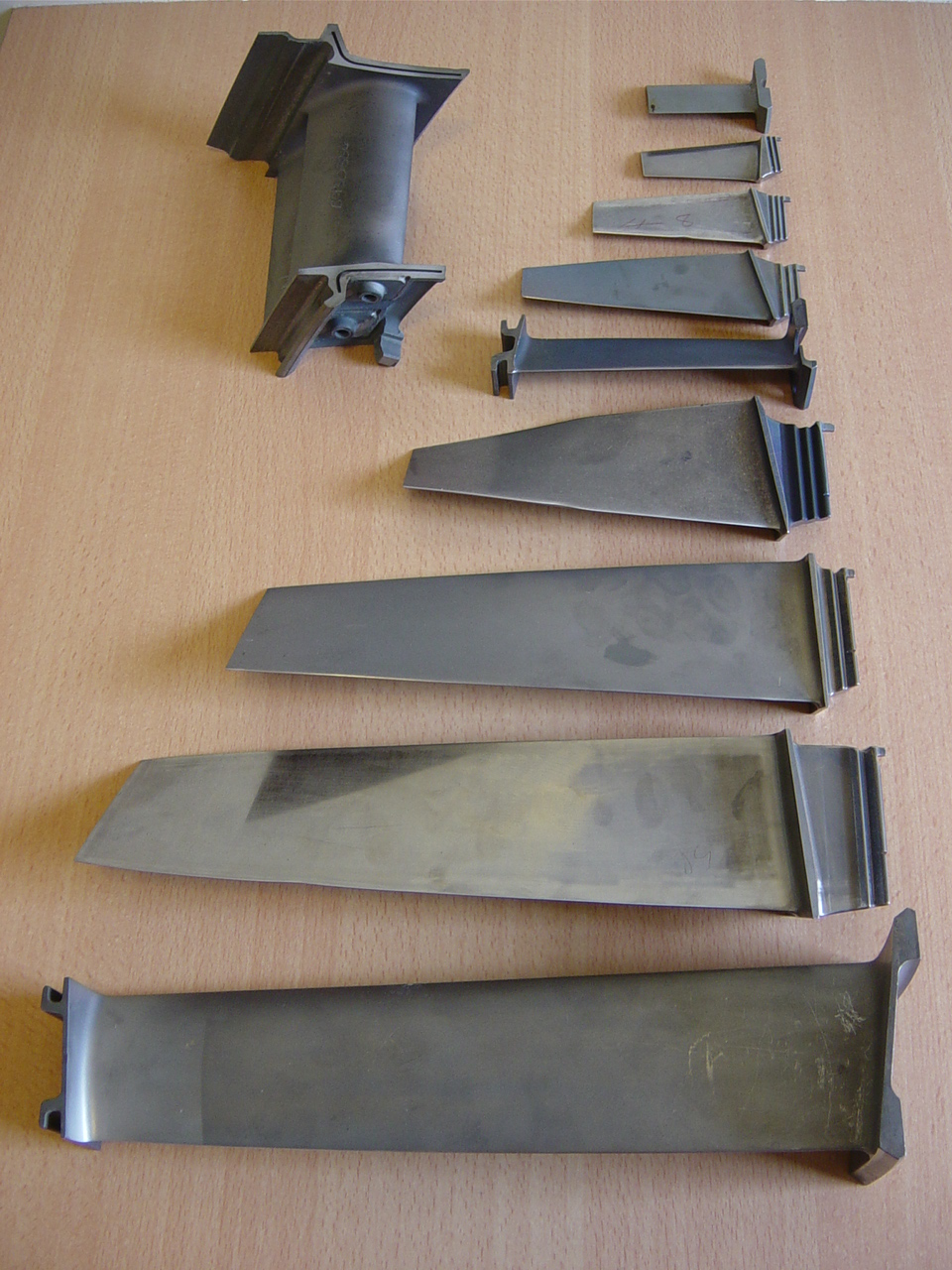
Lot d'ailettes et aubes du moteur Olympus 593 du Concorde.

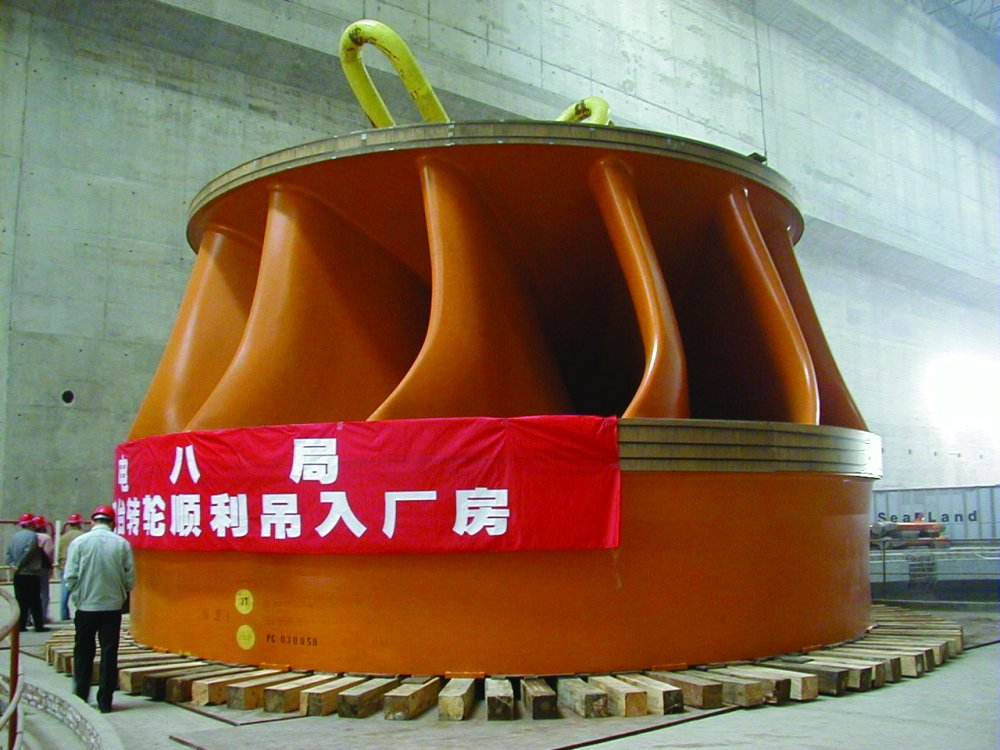
Turbine Francis au barrage des Trois-Gorges, en Chine, construite par Voith.

L'aube est la partie d'une turbine en forme de cuillère ou de pale sur laquelle s'exerce l'action du fluide moteur. Une turbine comporte plusieurs aubes réparties régulièrement sur son pourtour.
À l'inverse, l'aube d'un compresseur, d'un ventilateur, d'une pompe, d'une hélice ou simplement d'une roue à aubes peut exercer une action sur un fluide. Ces turbomachines mues par un moteur sont alors utilisées  pour accélérer, comprimer ou déplacer un fluide. Le mouvement du fluide peut éventuellement servir à propulser un véhicule. 